# Casimir Bouis
Casimir Dominique Bouis, dit Casimir Bouis, né le 3 septembre 1843 à Toulon (Var), et mort le 7 octobre 1916 à Marseille, est un journaliste, écrivain, militant socialiste-blanquiste sous le Second Empire. Il participe à la Commune de Paris puis est déporté au bagne de Nouvelle-Calédonie. Après son retour en France, il devient homme politique socialiste.  

## Biographie

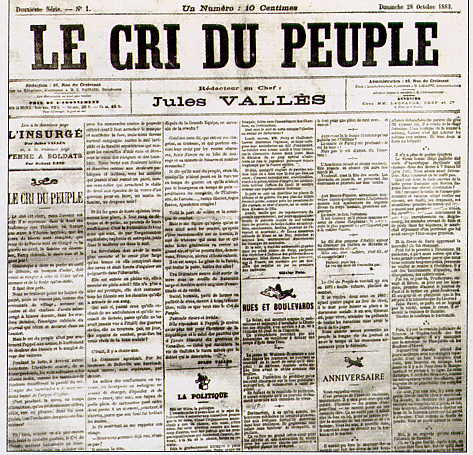
Le Cri du Peuple

Il fait des études de droit à Aix-en-Provence où il soutient sa thèse de licence en 1865, puis à Paris. Il exerce comme avocat à Toulon. Il milite alors au cercle de l'Industrie. Ami d'Auguste Blanqui, il contribue à La Patrie en danger et est l'un des principaux rédacteurs du journal Le Cri du Peuple de Jules Vallès lors des journées insurrectionnelles de 1871. Il est l'un des signataires de l'affiche rouge apposée sur les murs de Paris le 7 janvier 1871 dénonçant l'incapacité du gouvernement et demandant l'instauration de la Commune. 
À la chute de la Commune, il tente de s'enfuir en Belgique mais est capturé. Il est alors exilé le 19 décembre 1871 à l'île des Pins en Nouvelle-Calédonie. Le 16 juillet 1873, il tente une évasion. Repris, il est réintégré le 4 mai 1875. Gracié en 1879, il vit alors au domicile de Blanqui à Toulon. En 1883, il se présente à la Chambre des députés mais n'est pas élu.

## Œuvres
On lui doit aussi des poésies. 
- De la nature, de l'étendue et de l'extinction du cautionnement, Bonaventure, 1864
- Calottes et soutanes. Jésuites et jésuitesses, Librairie internationale, 1870
- La Patrie en danger (de Auguste Blanqui), préface, Chevalier, 1871
- Après le naufrage, poésies politiques, précédées d'une lettre de Victor Hugo, 1879